# Fallstudie
Fallstudie (engelska: Case study) är en forskningsstrategi som syftar till att ge djupgående kunskaper om det man undersöker. Målet med en fallstudie är att generalisera för teoriutveckling.
Det som kännetecknar fallstudien är att den fokuserar på ett fenomen som ofta är svårt att särskilja från fenomenets kontext.[källa behövs] Ofta fokuserar man på ett enda (eller några få) fall, som man sedan undersöker ”på djupet” för att få mer detaljerade kunskaper än vad man kan få vid till exempel en surveyundersökning. Fallstudien som metod kan användas både inom samhällsvetenskap och inom naturvetenskap, det som framförallt skiljer dem är sättet att mäta olika parametrar och variabler. Fallstudien förekommer dock oftast inom samhällsvetenskaperna. Fallstudier i samhällsvetenskap fokuserar ofta på sociala relationer och processer som pågår inom ramen för det (de) fall man undersöker, detta eftersom den detaljerade kunskapen kan visa på hur komplexa sammanhang såsom sociala relationer och processer fungerar.[källa behövs]
Fallstudien bedrivs empiriskt ute i verkligheten och är till skillnad från t.ex. statistisk analys nära det som studeras.  I en fallstudie kan man kombinera flera olika datainsamlingsmetoder och datatyper såsom intervjuer och observationer. Detta gynnar kvalitén i själva fallstudien och analysen.
Fallstudie förväxlas ofta med casemetodik som är en pedagogisk undervisningsmetodik och alltså något helt annat.